# Henk van der Wiel

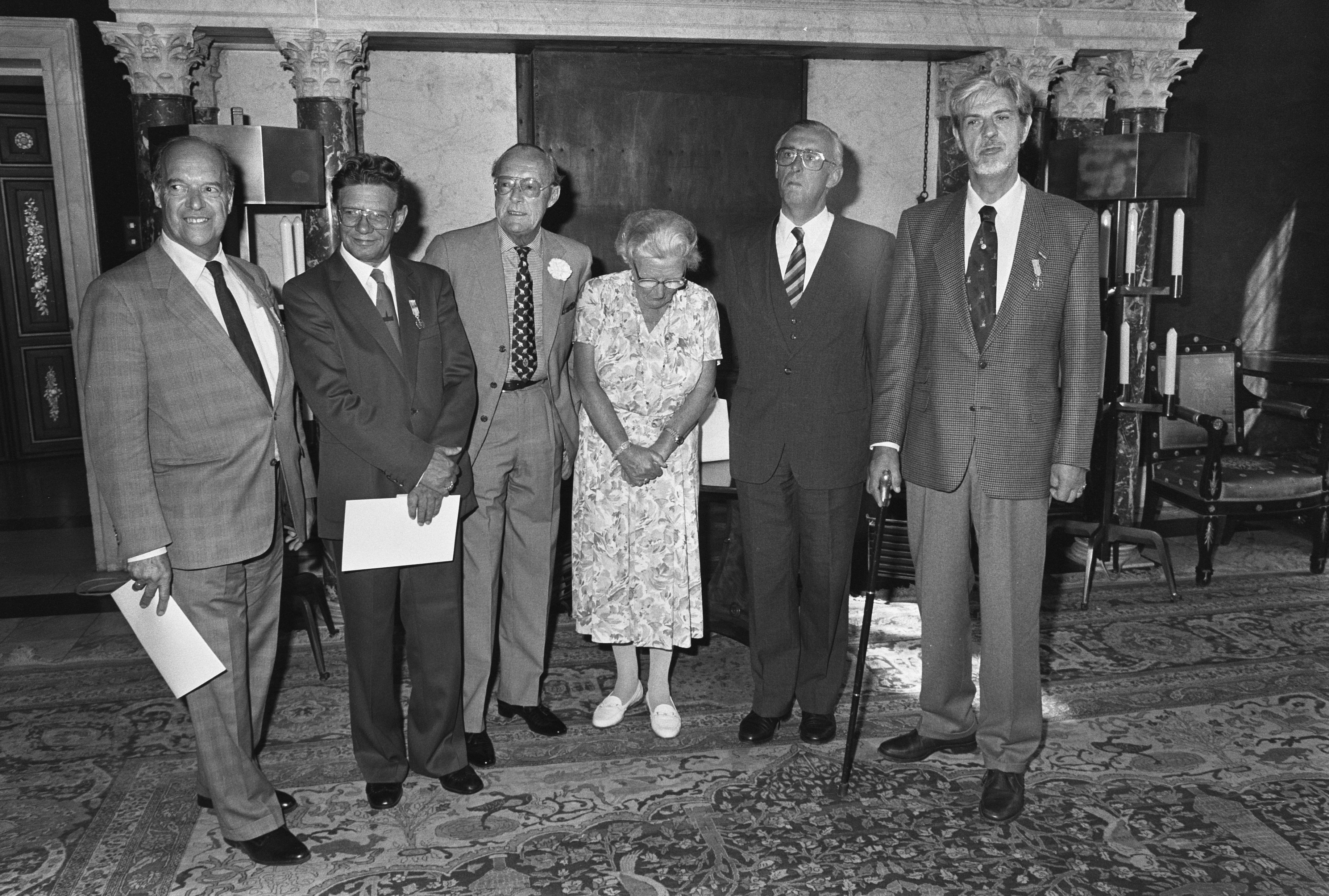
Uitreiking Zilveren Anjer door Prins Bernhard op Paleis de Dam (Amsterdam), met geheel links H.J. van der Wiel, 1986

Hendrik Jan (Henk) van der Wiel (Ede, 19 augustus 1920 – Gouda, 10 augustus 1994) was een Nederlandse neuroloog-psychiater en numismaat. 

## Biografie
Hij werd geboren in een familie met een lange traditie in het verzamelen van munten en penningen. Zijn vader Alko van der Wiel (1898–1956) beheerde een familieverzameling die sinds het begin van de negentiende eeuw was opgebouwd en publiceerde uitgebreid op het gebied van de numismatiek.
Van der Wiel volgde een medische opleiding aan de Rijksuniversiteit Utrecht, waar hij in 1942 zijn kandidaatsexamen en in 1947 zijn semi-artsexamen behaalde. Hij specialiseerde zich in de neurologie en psychiatrie. In 1959 promoveerde hij in Utrecht bij hoogleraar neurologie W.G. Sillevis Smitt tot doctor in de geneeskunde. Naast zijn werk als neuroloog-psychiater wijdde hij zich aan de numismatiek en nam hij het beheer van de familiecollectie over na het overlijden van zijn vader. Hij publiceerde talrijke artikelen, gaf lezingen en speelde een belangrijke rol in het numismatische verenigingsleven.
Hij was voorzitter van het Koninklijk Nederlands Genootschap voor Munt- en Penningkunde, waarvan hij in 1988 tot erelid werd benoemd. In 1982 richtte hij de Stichting Nederlandse Penningkabinetten op en diende hij als de eerste voorzitter. Daarnaast was hij actief als secretaris van de Oriental Numismatic Society en werd hij in 1992 benoemd tot erelid. Voor zijn bijdragen aan de numismatiek ontving hij in 1986 de Zilveren Anjer.